# أولاد المناجم
أولاد المناجم هي مجموعة موسيقية تونسية تؤدي الأغاني الملتزمة، وقد ظهرت في أواخر سبعينات القرن العشرين الميلادي. ثم تراجعت مع ظهور فرق ملتزمة أخرى عديدة. 
مجموعة أولاد المناجم تأسست قبل حوالي اثنين وأربعين عاما في مدينة أم العرائس المنجمية كانت لها أحد العناوين البارزة للأغنية البديلة مع مجموعة «البحث الموسيقي» وعانت من الحصار في المهرجانات بل المنع كما تم التضييق عليها في وسائل الإعلام ومع ذلك أستمرت وأصرت على مسارها الفني إلى أن جاءت ثورة 14 جانفي لتستعيد المجموعة حضورها في المشهد الفني والثقافي. 
المجموعة بدأت نشاطها سنة 1977 وهي مجموعة فنية عمالية أرادت أن تعبر عن معاناة أولاد المناجم وقضايا العمال في الوطن العربي ككل وهي تتركب من عمال منجميين وكانت البداية من دار الثقافة بأم العرائس وهي التي ورثت تقريبا مجموعة «أولاد الهمامة» في قفصة التي انضممت إليها مع منصف البلدي المخرج التلفزيوني والممثل السابق في فرقة مسرح الجنوب بقفصة ، عملت مع مجموعة «أولاد الهمامة» ثم عدت إلى فرنسا ومنها عدت إلى تونس مرة أخرى لتأسيس فرقة «أولاد المناجم»
أول عمل صدر لنا سنة 1985 بعنوان «ضحايا الدّاموس» مع شركة ملولي فون.
أصدرنا خمسة أشرطة حجزتها السلطة جميعا إذ كانت تجمع الأشرطة من الأسواق في صمت إذ كان جهاز أمن الدولة يقتني كل النسخ كما أصدرنا أسطوانة في فرنسا سنة 1982 لم تدخل إلى تونس وقمنا بجولة فنية قدمنا خلالها 12 عرضا وعدنا إلى فرنسا سنة 2004 وقمنا بجولة فنيّة كبيرة وفي رصيدنا الآن حوالي 160 أغنية من ألحاني جميعها ومن كلمات شعراء كآدم فتحي وبلقاسم اليعقوبي وكمال الغالي ورضا الماجري.